# OpenKODE
 (octobre 2012).
OpenKODE est une spécification informatique de plateforme créée par le Khronos Group, dans le but d'unifier différentes api d'accélération matérielle et de gestion du système.
Il regroupe :
- compatibilité POSIX réduite
- OpenGL/ES 2.0 (et 1.1) pour la 3D
- OpenVG pour l'accélération vectorielle 2D
- OpenWF pour le compositing du gestionnaire de fenêtre.
- OpenMAX pour l'accélération multimedia (décodage/encodage d'images et de flux audio et vidéo).
- OpenSL/ES pour l'accélération audio
- OpenCL pour l'accélération du calcul intensif.

Les SoC Tegra2 de Nvidia, à base d'architecture ARM sont en 2010, les premières puces complètement compatibles OpenKODE[réf. nécessaire].